# Michał Jakuszewski
Michał Jakuszewski (ur. 26 lutego 1958 w Łodzi) – polski tłumacz literatury fantastycznej, z zawodu lekarz radiolog.
Członek łódzkiego fandomu fantastyki od 1981, kiedy wstąpił do łódzkiego klubu Phoenix. Zaczynał od tłumaczenia wydawnictw klubowych, od 1991 tłumaczeniem zajmuje się zawodowo. Tłumacz kilkudziesięciu książek, m.in. przełożył cykl powieści Pieśń lodu i ognia George’a R.R. Martina, a także utwory Stevena Eriksona, Glena Cooka, Davida Brina, Teda Chianga, Roberta M. Heinleina i Iana Camerona Esslemonta.
W 2003 otrzymał nagrodę Euroconu dla najlepszego tłumacza.